# Honor Bound (film 1928)
Honor Bound è un film muto del 1928 diretto da Alfred E. Green. La sceneggiatura di C. Graham Baker e l'adattamento di Philip Klein si basano sul romanzo omonimo di Jack Bethea pubblicato a Boston e New York nel 1927. Prodotto dallo stesso Green, il film aveva come interpreti George O'Brien, Estelle Taylor, Leila Hyams, Tom Santschi, Frank Cooley, Sam De Grasse, George Irving.

## Trama
Evelyn uccide accidentalmente il marito che odiava ma la colpa se l'assume il giovane John Oglegree che va a finire in prigione a scontare la pena. Dopo avere sposato Mortimer, un ricco proprietario di miniere, Evelyn riesce a far uscire dal carcere Oglegree che prende come suo autista. Mortimer scopre la loro relazione e spedisce il giovane a lavorare nelle miniere. Tenta poi di ucciderlo, ma Oglegree riesce a fuggire. Otterrà la grazia dal governatore dopo avere rivelato la corruzione del carcere che porterà all'arresto dei colpevoli.

## Produzione
Il film fu prodotto dalla Alfred E. Green Productions. Secondo alcuni giornali (Exhibitors Herald e Moving Picture World) la lavorazione iniziò l'8 gennaio 1928.

## Distribuzione
Il copyright del film, richiesto dalla Fox Film Corp., fu registrato il 30 aprile 1928 con il numero LP25196.

Distribuito dalla Fox Film Corporation e presentato da William Fox, il film fu presentato in prima a New York circa il 29 aprile 1928, uscendo nelle sale statunitensi il 6 maggio.

### Conservazione
Copia completa della pellicola (acetato negativo 35mm) si trova conservata nel Národní Filmovy Archiv di Praga.